# Lutheránus templom (Kolozsvár)
A kolozsvári lutheránus templom a város egyik műemlék temploma a belvárosban, a Bel-Magyar utca és Híd utca sarkán. A romániai műemlékek jegyzékében a CJ-II-m-B-07306 sorszámon szerepel.

## Története
A lutheránus vallás kolozsvári elterjedése Heltai Gáspár nevéhez kötődik, aki 1544-ben Wittenbergből lutheránusként tért haza haza Erdélybe, s a reformáció iránti érdeklődő lakosság őt választotta meg plébánosként. Dávid Ferenccel közösen 1558-ig a főtéri templomban hirdették a lutheri tanokat, ezt követően áttértek a kálvinizmusra, s őket követte a lakosság. Heltaiék után közel másfél századig nem is voltak lutheránusok a javarészt unitárius városban. Az időközben elmagyarosodott Kolozsváron 1694-ben indult meg a szászok mozgalma önálló egyházközség szervezésére. Az 1696-ban újra létrejött önálló szász evangélikus egyházközségnek eleinte csak egy imaterem állt a rendelkezésére a Belső-Magyar utcában, amelyet 1698-ban vásároltak meg, miután 1698 táján a kálvinistáktól elvették az óvári templom használati jogát. 1700-ban tornyot is emeltek az imaház fölé.
Az 1700-as évek közepén a szebeni püspökséghez tartoztak és kizárólag német nyelvű istentiszteleteket tartottak, csak 1798-ban kezdték igényelni a magyar nyelvű istentiszteletek tartását is.
A templomépítés gondolata Johann Schmidt lelkésztől származik. Javaslatára 1803-ban megvásárolták a szomszédos saroktelket. A Főkormányszék engedélyével 1802-ben elkezdték az adománygyűjtést a templom- és iskolaépítésre. A tulajdonképpeni építkezés azonban csak 1816-ban kezdődött, amikor az egyházközség élére a lőcsei Martin Liedemann került. Az alapkőletételre 1816. május 29-én került sor. A hat benyújtott pályázat közül Georg Winklerét választották ki, s őt, valamint Christian Kiermayer ácspallért bízták meg a munkálatok felügyeletével. Az építkezés több szakaszban‚ pénzhiány miatti szünetekkel folyt. A templom felszentelésére 1829. november 29-én került sor.
Liedemannt követően 1833-tól 1876-ig id. Hintz György a templom lelkésze‚ ő szilárdította meg a kolozsvári lutheránus egyház szokásrendjét. 1861-től kezdődően a templomban német és magyar nyelven is prédikálnak egyaránt.
A templom melletti iskolát 1817-1818-ban építették fel, majd 1847-ben bővítették. 1819-1820-ban a templom Híd utcai, nyugati oldala mentén kis üzleteket építettek, hogy ezek jövedelme is az építkezési költségek fedezésére szolgáljon. Ezeket 1958-ban bontották el.
A tornyát 1914-ben Akeszmann Albert és Reményik Károly tervei alapján négy méterrel megemelték, ami egy szükségszerű megoldás volt a század elején épült környező magas épületek egyensúlyozására. 1958-ban lebontották a templom oldalához épített ragadvány épületeket, helyrehozván az oldalhomlokzatot. Nagyobb javítási munkálatokat 1957-1961 között végeztek a Műemlék Igazgatóság felügyelete alatt. Kicserélték a torony bádogfedését, újrafestették a homlokzatot. Az 1970-es években kőburkolatot kapott a lábazat, amely viszont nem bizonyult sikeres megoldásnak, gátolván a fal szellőzését, így a nedvesség felszívódását okozta a fal magasabb rétegeibe. Ugyancsak az 1970-es években, belső felújítást is végeztek: falfestést, olajfestést és egyéb kisebb javításokat, szereléseket, amelyek az eredeti forma, szín és díszítőelemek megőrzésével történtek. Az 1990-es évek elején a padok alatti fapadlózatot újra építették, kavicsrétegre és aljzatbetonra helyezve.
A legutolsó külső templomjavítás 2003-ban fejeződött be, tetőtorony javítás és homlokzati felújítás volt a célja. A polgármesteri hivatal által megrendelt homlokzat-felújítási tanulmány keretén belül elkészült terv alapján - a templom sárga színt kapott az azelőtti zöld szín helyett.
2020 októberében két új harangot szenteltek a háborúban elrekviráltak helyett: a 210 kg tömegű az Összetartozás, a kisebb, 37 kg-os a Mi Atyánk nevet kapta. 

## Leírása
Az épület késő barokk és neoklasszicista stíluselemeket ötvöz. A homlokzaton a felirat: PIETATI (a kegyességnek). A homlokzatot jón fejezetes pilaszterek tagolják. A főhomlokzat középtengelyét a falazat síkjából kiugró, a torony szélességével megegyező szélességű középrizalit határozza meg, amelyet a koronázópárkány fölött félköríves timpanon zár le. A középtengelyben áll a kőkeretes bejárat. A torony utolsó előtti szintjét vízszintes sávozás, az utolsó szint falsarkait kompozit fejezetes pilaszterek tagolják. Az utolsó szint óraíves párkánnyal lezárt falazatait félkörívesen záródó ablakok törik át.
A templombelső háromhajós. Az oltárt Georg Schneider asztalosmester készítette, az oltárképet Johann Gentiluomo festette. Első‚ barokk orgonáját a gyerővásárhelyi gyülekezetnek adták el‚ az újat Maywald Henrik brassói műhelyében készítették‚ s 1844-ben szentelték fel‚ az ő tervei szerint, Kagerbauer Antal építész közreműködésével történt a déli oldali, homlokzat mögötti karzat kibővítése is. Ezt az orgonát 1913-ban megvette a református teológia‚ s helyére a ludwigsburgi Walker céggel három manuálos hangversenyorgonát építtettek‚ amelyen 1913. április 5-i átadása után rendszeresen koncerteztek is. Ma is teljes épségben áll az épület az épülettel egykorú, XIX. század eleji, empire stílusú berendezése, amelynek remekműve a Lucas Loch által 1826-ban faragott szószék. Másik látványossága a templomnak az 1721-ből származó kő keresztelőmedence. A templom nyugati falán egy márványtábla állít emléket Martin Liedemannak. A karzat alatt két 18. századi sírkő áll, a várost megszálló osztrák csapatok vezéreinek, Johannes Fabian de Gladys bárónak valamint Leopold Leopold Frankendorffnak sírkövei. A központi fűtést 1908 karácsonyára‚ a villamos világítást 1912 őszére vezették be. A nagy csillár 1895-ben került a helyére.